# Serri
Serri (sardisk: Sèrri) er en by og en kommune (comune) i provinsen Sud Sardegna i regionen Sardinien i Italien. Byen ligger i 640 meters højde og har 653 indbyggere (2016). Kommunen har et areal på 19,18 km² og grænser til kommunerne Escolca, Gergei, Isili, Mandas, Mandas og Nurri.